# نهر هارلم

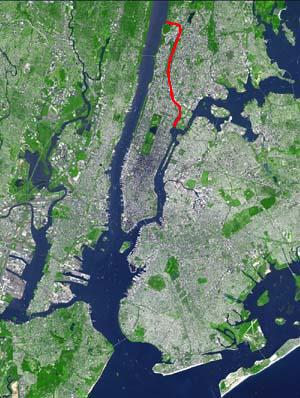
نهر هارلم محدد باللون الأحمر في مدينة نيويورك

نهر هارلم (بالإنجليزية: Harlem River) هو ممر مائي ملاحي ومضيق مرتبط بالمد والجزر في مدينة نيويورك يفصل بين حي مانهاتن الشهير وحي برونكس.